# مالیو
مالیو (مجاری: Malév) شرکت هواپیمایی مجارستانی بود، که در سال ۱۹۴۶ تأسیس و در سال ۲۰۱۲ منحل شد.